# 2022-es Super Formula szezon
A 2022-es Super Formula szezon a 36. szezonja volt a legmagasabb szintű japán Formula-sorozatnak, illetve a tizedik Super Formula név alatt. A szezon április 9-én kezdődött a Fujiban és október 30-án fejeződött be Szuzukában.

## Csapatok és versenyzők
| Csapat                       | Rajtszám | Versenyző | Motor             | Fordulók |
| ---------------------------- | -------- | --------- | ----------------- | -------- |
| Team Mugen                   | Honda    | 1         | Nodzsiri Tomoki   | összes   |
| Team Mugen                   | Honda    | 15        | Szaszahara Ukjó   | összes   |
| Docomo Team Dandelion Racing | Honda    | 5         | Makino Tadaszuke  | összes   |
| Docomo Team Dandelion Racing | Honda    | 6         | Ócu Hiroki        | összes   |
| ThreeBond Drago Corse        | Honda    | 12        | Fukuzumi Nirei    | összes   |
| B-Max Racing                 | Honda    | 50        | Macusita Nobuharu | összes   |
| Team Goh                     | Honda    | 53        | Szató Ren         | összes   |
| Team Goh                     | Honda    | 55        | Mijake Acushi     | összes   |
| TCS Nakadzsima Racing        | Honda    | 64        | Jamamoto Naoki    | összes   |
| TCS Nakadzsima Racing        | Honda    | 65        | Ojú Tosziki       | összes   |
| Kondō Racing                 | Toyota   | 3         | Jamasita Kenta    | összes   |
| Kondō Racing                 | Toyota   | 4         | Sacha Fenestraz   | összes   |
| KCMG                         | Toyota   | 7         | Kobajasi Kamui    | összes   |
| KCMG                         | Toyota   | 18        | Kunimoto Júdzsi   | összes   |
| docomo business ROOKIE       | Toyota   | 14        | Osima Kazuja      | összes   |
| Carenex Team Impul           | Toyota   | 19        | Szekigucsi Juhi   | összes   |
| Carenex Team Impul           | Toyota   | 20        | Hirakava Rió      | összes   |
| Kuo Vantelin Team TOM’S      | Toyota   | 36        | Giuliano Alesi    | összes   |
| Kuo Vantelin Team TOM’S      | Toyota   | 37        | Mijata Ritomo     | összes   |
| P.mu/Cerumo・INGING          | Toyota   | 38        | Tszuboi Szo       | összes   |
| P.mu/Cerumo・INGING          | Toyota   | 39        | Szakagucsi Szena  | összes   |

## Versenynaptár
Az előzetes programot 2021. augusztus 6-án hozták nyilvánosságra.
| Forduló | Helyszín               | Dátum         | Pályarajz |
| ------- | ---------------------- | ------------- | --------- |
| 1       | Fuji Speedway          | Április 9.    |           |
| 2       | Fuji Speedway          | Április 10.   |           |
| 3       | Suzuka Circuit         | Április 24.   |           |
| 4       | Autopolis              | Május 22.     |           |
| 5       | Sportsland SUGO        | Június 19.    |           |
| 6       | Fuji Speedway          | Július 17.    |           |
| 7       | Motegi Mobility Resort | Augusztus 20. |           |
| 8       | Motegi Mobility Resort | Augusztus 21. |           |
| 9       | Suzuka Circuit         | Október 29.   |           |
| 10      | Suzuka Circuit         | Október 30.   |           |

## A bajnokság végeredménye

### Összefoglaló
| Forduló | Helyszín               | Pole-pozíció    | Leggyorsabb kör | Győztes           | Győztes               | Listavezető     | Előny |
| Forduló | Helyszín               | Pole-pozíció    | Leggyorsabb kör | Versenyző         | Csapat                | Listavezető     | Előny |
| ------- | ---------------------- | --------------- | --------------- | ----------------- | --------------------- | --------------- | ----- |
| 1       | Fuji Speedway          | Szaszahara Ukjó | Hirakava Rió    | Hirakava Rió      | Carenex Team Impul    | Hirakava Rió    | 6     |
| 2       | Fuji Speedway          | Nodzsiri Tomoki | Szekigucsi Juhi | Nodzsiri Tomoki   | Team Mugen            | Nodzsiri Tomoki | 2     |
| 3       | Suzuka Circuit         | Nodzsiri Tomoki | Nodzsiri Tomoki | Macusita Nobuharu | B-Max Racing          | Nodzsiri Tomoki | 16    |
| 4       | Autopolis              | Nodzsiri Tomoki | Mijake Acushi   | Hirakava Rió      | Carenex Team Impul    | Nodzsiri Tomoki | 7     |
| 5       | Sportsland SUGO        | Nodzsiri Tomoki | Szekigucsi Juhi | Sacha Fenestraz   | Kondō Racing          | Nodzsiri Tomoki | 17    |
| 6       | Fuji Speedway          | Szekigucsi Juhi | Ojú Tosziki     | Szaszahara Ukjó   | Team Mugen            | Nodzsiri Tomoki | 29    |
| 7       | Motegi Mobility Resort | Jamamoto Naoki  | Jamamoto Naoki  | Jamamoto Naoki    | TCS Nakadzsima Racing | Nodzsiri Tomoki | 30    |
| 8       | Motegi Mobility Resort | Ojú Tosziki     | Osima Kazuja    | Szekigucsi Juhi   | Carenex Team Impul    | Nodzsiri Tomoki | 31    |
| 9       | Suzuka Circuit         | Nodzsiri Tomoki | Mijata Ritomo   | Szaszahara Ukjó   | Team Mugen            | Nodzsiri Tomoki | 50    |
| 10      | Suzuka Circuit         | Nodzsiri Tomoki | Szató Ren       | Nodzsiri Tomoki   | Team Mugen            | Nodzsiri Tomoki | 65    |

### Pontrendszer
| Helyezés | 1. | 2. | 3. | 4. | 5. | 6. | 7. | 8. | 9. | 10. |
| -------- | -- | -- | -- | -- | -- | -- | -- | -- | -- | --- |
| Pont     | 20 | 15 | 11 | 8  | 6  | 5  | 4  | 3  | 2  | 1   |

Szerezhető pontok az időmérőn:
| Helyezés | 1. | 2. | 3. |
| -------- | -- | -- | -- |
| Pont     | 3  | 2  | 1  |

### Versenyzők
| Helyezés | Versenyző         | FUJ1 | FUJ1 | SUZ1 | AUT | SUG | FUJ2 | MOT | MOT | SUZ2 | SUZ2 | Pont |
| -------- | ----------------- | ---- | ---- | ---- | --- | --- | ---- | --- | --- | ---- | ---- | ---- |
| 1        | Nodzsiri Tomoki   | 2    | 1    | 21   | 41  | 31  | 3    | 3   | 43  | 21   | 1    | 154  |
| 2        | Sacha Fenestraz   | 3    | 20   | 43   | 2   | 12  | Ret  | 2   | 62  | 16   | 4    | 89   |
| 3        | Hirakava Rió      | 13   | 2    | 7    | 1   | 7   | Ki   | Ki  | 2   | 9    | 5    | 87   |
| 4        | Mijata Ritomo     | 5    | 32   | 18   | 52  | 6   | 4    | 8   | 14  | 52   | 32   | 64   |
| 5        | Makino Tadaszuke  | 6    | Ki   | 3    | 63  | 4   | 5    | 4   | 3   | 7    | 9    | 61   |
| 6        | Szaszahara Ukjó   | 191  | 103  | 14   | 7   | 10  | 1    | 7   | 8   | 1    | 17   | 57   |
| 7        | Szekigucsi Juhi   | 4    | 6    | 11   | 16  | 15  | Ki1  | 9   | 1   | 6    | 11   | 43   |
| 8        | Ojú Tosziki       | 7    | 11   | 13   | Ki  | 2   | 10   | Ki3 | 51  | 43   | 7    | 43   |
| 9        | Ócu Hiroki        | 16   | 7    | 8    | 9   | 53  | 15   | 10  | 13  | 13   | 23   | 33   |
| 10       | Jamamoto Naoki    | 14   | 14   | 9    | 14  | 12  | 9    | 1   | 16  | 11   | 6    | 32   |
| 11       | Tszuboi Szo       | 8    | 12   | 20   | 13  | 11  | 2    | 5   | 10  | 8    | 12   | 30   |
| 12       | Szató Ren         | 92   | 13   | 10   | 17  | 16  | 6    | 12  | 7   | 3    | 19   | 25   |
| 13       | Macusita Nobuharu | Ki   | 19   | 1    | 10  | Ki  | Ki   | 11  | 11  | 17   | Ki   | 21   |
| 14       | Mijake Acushi     | 10   | 5    | Ki   | 3   | 18  | Ki   | Ki  | 15  | 12   | 8    | 21   |
| 15       | Jamasita Kenta    | 11   | 4    | 162  | 12  | Ki  | 7    | 6   | Ki  | 14   | 13   | 19   |
| 16       | Kunimoto Júdzsi   | 13   | 15   | 6    | 11  | 9   | 8    | 15  | 12  | 20   | 18   | 10   |
| 17       | Kobajasi Kamui    | 18   | 9    | 5    | Ki  | 17  | 14   | 14  | 17  | 18   | 10   | 9    |
| 18       | Szakagucsi Szena  | 12   | 17   | 12   | 8   | 19  | 12   | 16  | 9   | 10   | 14   | 6    |
| 19       | Fukuzumi Nirei    | Ki   | 16   | 17   | Kiz | 8   | 11   | Ki  | Ki  | 15   | Ki   | 3    |
| 20       | Giuliano Alesi    | 17   | 8    | 15   | Ki  | 13  | Ki   | 13  | Ki  | 21   | 16   | 3    |
| 21       | Osima Kazuja      | 15   | 18   | 19   | 15  | 14  | 13   | 17  | 18  | 19   | 15   | 0    |
| Helyezés | Versenyző         | FUJ1 | FUJ1 | SUZ1 | AUT | SUG | FUJ2 | MOT | MOT | SUZ2 | SUZ2 | Pont |

### Csapatok
| Helyezés | Csapat                       | #  | FUJ1 | FUJ1 | SUZ1 | AUT | SUG | FUJ2 | MOT | MOT | SUZ2 | SUZ2 | Pont |
| -------- | ---------------------------- | -- | ---- | ---- | ---- | --- | --- | ---- | --- | --- | ---- | ---- | ---- |
| 1        | Team Mugen                   | 1  | 2    | 1    | 2    | 4   | 3   | 3    | 3   | 4   | 2    | 1    | 187  |
| 1        | Team Mugen                   | 15 | 19   | 10   | 14   | 7   | 10  | 1    | 7   | 8   | 1    | 17   | 187  |
| 2        | Carenex Team Impul           | 19 | 4    | 6    | 11   | 16  | 15  | Ki   | 9   | 1   | 6    | 11   | 126  |
| 2        | Carenex Team Impul           | 20 | 1    | 2    | 7    | 1   | 7   | Ki   | Ki  | 2   | 9    | 5    | 126  |
| 3        | Kondō Racing                 | 3  | 11   | 4    | 20   | 12  | Ki  | 7    | 6   | Ki  | 14   | 13   | 99   |
| 3        | Kondō Racing                 | 4  | 3    | 20   | 4    | 2   | 1   | Ki   | 2   | 6   | 16   | 4    | 99   |
| 4        | Docomo Team Dandelion Racing | 5  | 6    | Ki   | 3    | 6   | 4   | 5    | 4   | 3   | 7    | 9    | 91   |
| 4        | Docomo Team Dandelion Racing | 6  | 16   | 7    | 8    | 9   | 5   | 15   | 10  | 13  | 13   | 2    | 91   |
| 5        | TCS Nakadzsima Racing        | 64 | 14   | 14   | 9    | 14  | 12  | 9    | 1   | 16  | 11   | 6    | 67   |
| 5        | TCS Nakadzsima Racing        | 65 | 7    | 11   | 13   | Ki  | 2   | 10   | Ki  | 5   | 4    | 7    | 67   |
| 6        | Kuo Vantelin Team TOM’S      | 36 | 17   | 8    | 15   | Ki  | 13  | Ki   | 13  | Ki  | 21   | 16   | 59   |
| 6        | Kuo Vantelin Team TOM’S      | 37 | 5    | 3    | 18   | 5   | 6   | 4    | 8   | 14  | 5    | 3    | 59   |
| 7        | Team Goh                     | 53 | 9    | 13   | 9    | 17  | 16  | 6    | 12  | 7   | 3    | 19   | 44   |
| 7        | Team Goh                     | 55 | 10   | 5    | Ki   | 3   | 18  | Ki   | Ki  | 15  | 12   | 8    | 44   |
| 8        | P.mu/Cerumo・INGING          | 38 | 8    | 12   | 20   | 13  | 11  | 2    | 5   | 10  | 8    | 12   | 34   |
| 8        | P.mu/Cerumo・INGING          | 39 | 12   | 17   | 12   | 8   | 19  | 12   | 16  | 9   | 10   | 14   | 34   |
| 9        | B-Max Racing                 | 50 | Ki   | 19   | 1    | 10  | Ki  | Ki   | 11  | 11  | 17   | Ki   | 21   |
| 10       | KCMG                         | 7  | 18   | 9    | 5    | Ki  | 17  | 14   | 14  | 17  | 18   | 10   | 19   |
| 10       | KCMG                         | 18 | 13   | 15   | 6    | 11  | 9   | 8    | 15  | 12  | 20   | 18   | 19   |
| 11       | ThreeBond Drago Corse        | 12 | Ki   | 16   | 17   | Kiz | 8   | 11   | Ki  | Ki  | 15   | Ki   | 3    |
| 12       | docomo business ROOKIE       | 14 | 15   | 18   | 19   | 15  | 14  | 13   | 17  | 18  | 19   | 15   | 0    |
| Helyezés | Csapat                       | #  | FUJ1 | FUJ1 | SUZ1 | AUT | SUG | FUJ2 | MOT | MOT | SUZ2 | SUZ2 | Pont |